# Transacción (psicología)
Las transacciones son en análisis transaccional las interacciones psicológicas que las personas tienen entre sí y sus estados del yo. Desde otro punto de vista, son intercambios de caricias. 
Una transacción es un solo estímulo y una sola respuesta en la comunicación, en la que existe un nivel social (en las figuras representado por la línea continua), que es el evidente y el que con frecuencia está reflejado en el nivel verbal, así como un nivel psicológico subyacente (en las figuras representado por la línea discontinua), que con frecuencia está reflejado en el nivel no verbal. 
De una manera general, las transacciones se clasifican en simples y complejas, de manera que en las primeras el nivel social y el nivel psicológico son concordantes o congruentes, mientras que en las complejas el nivel psicológico no concuerda o es incongruente con el nivel social. Las transacciones simples pueden ser complementarias y cruzadas, mientras que las complejas son las llamadas ulteriores, que pueden ser angulares y dobles.
En las transacciones complementarias el estímulo social que parte de un estado del yo de una persona y se dirige a un estado del yo de otra persona, recibe de dicho estado del yo una respuesta pertinente o esperada, es decir, complementaria. Y la primera regla de la comunicación en el análisis transaccional dice que mientras la comunicación se haga mediante transacciones complementarias, la comunicación puede prolongarse indefinidamente, aunque con frecuencia en el fondo pueda ser una comunicación negativa.

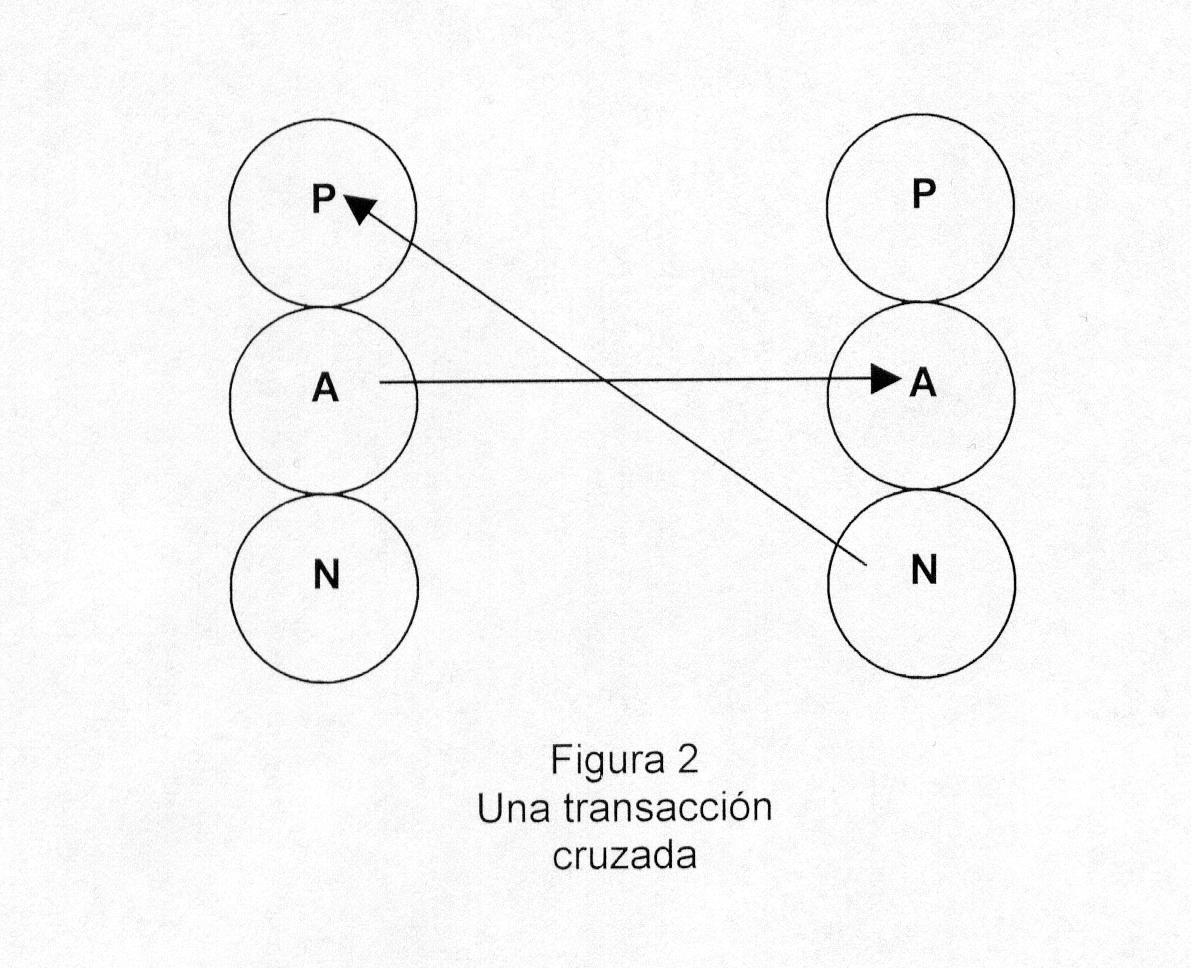
Una transacción cruzada

En las transacciones cruzadas el estímulo que parte de un estado del yo de una persona y se dirige a un estado del yo de otra persona, recibe desde otro estado del yo una respuesta no pertinente o inesperada, es decir, cruzada. Y la segunda regla de la comunicación dice que cuando sucede una transacción cruzada se rompe la comunicación, aunque a veces en el fondo ello puede conducir a otro tipo de comunicación positiva.

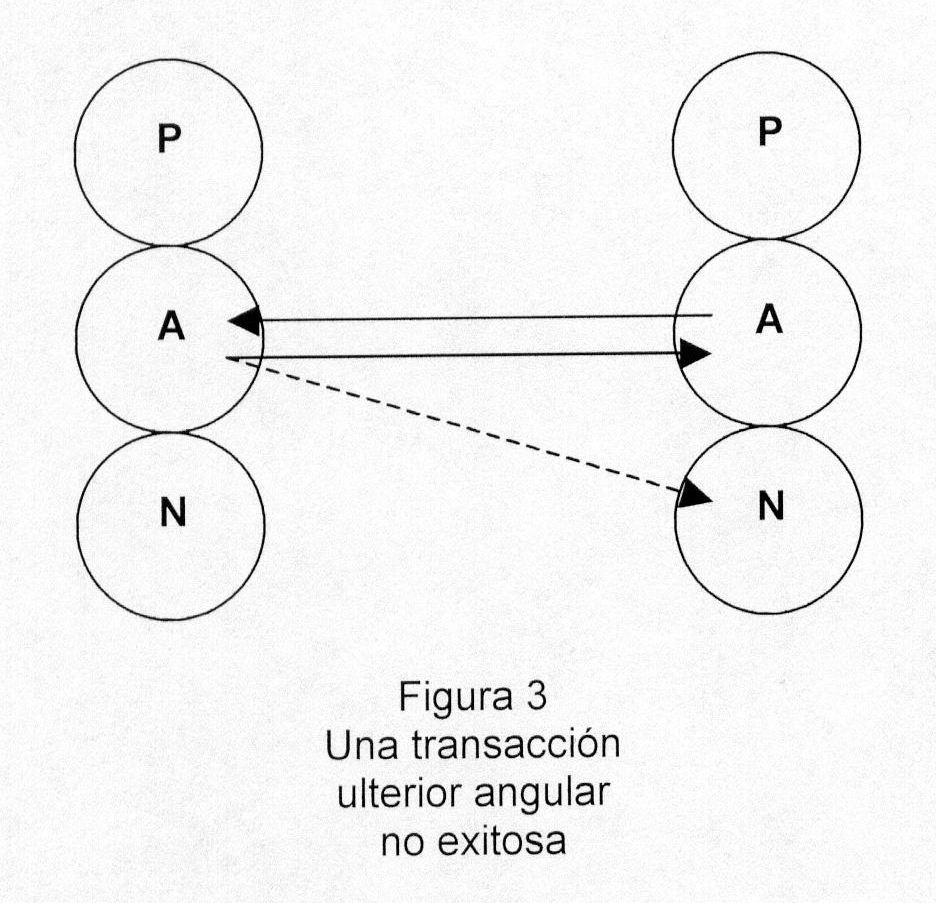
Una transacción ulterior angular

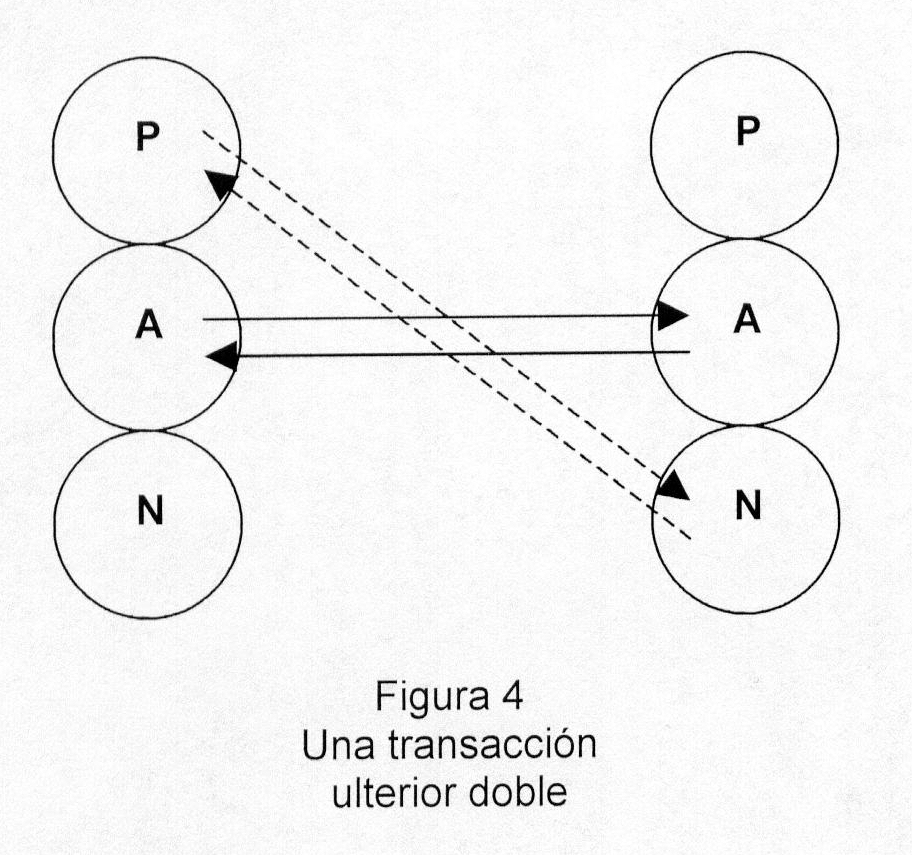
Una transacción ulterior doble

En las transacciones ulteriores angulares desde un mismo estado del yo de una persona parte un doble estímulo, social y psicológico, que se dirige a dos estados del yo de la otra persona, uno recibiendo el estímulo social y el otro el psicológico. Si esta persona responde complementariamente al nivel psicológico, la transacción logra su finalidad. Si no, si responde complementariamente al nivel social, la transacción no logra lo que pretendía. Y la tercera regla para las transacciones ulteriores en general, es que en ellas su finalidad está en el nivel psicológico y no en el nivel social.
En las transacciones ulteriores dobles desde dos estados del yo de una persona parte un doble estímulo, desde un estado del yo el estímulo social y desde el otro el estímulo psicológico, dirigiéndose a dos estados del yo de la otra persona y complementándose la respuesta de esta tanto en el nivel social como en el nivel psicológico, aunque siendo este último el que rige la transacción y su finalidad, de acuerdo con la tercera regla de la comunicación anteriormente citada. Las transacciones ulteriores dobles son las que subyacen en la dinámica de los juegos psicológicos, posibilitándolos.